# MSK Group
Pour les articles homonymes, voir MSK.
MSK Group Oy (en finnois : Maaseudun Kone, en français : Machine rurale) est une entreprise familiale opérant à Ylihärmä dans la municipalité de Kauhava en Finlande .

## Présentation
Fondée en 1979, MSK est spécialisée dans la fabrication de carrosseries de véhicules automobiles et la fabrication de remorques et semi-remorques.

## Filiales
- MSK Cabins Oy, fabrique des cabines sécurisées, entre autres, pour les tracteurs Valtra.

- MSK Matec GmbH/s.r.o., fabrique des cabines sécurisées en Allemagne et en Slovaquie.

- MSK Plast Oy, fabrique des carters pour les tracteurs Valtra,

- Junkkari Oy, fabrique, entre autres, des semoirs et des semi-remorques.

- Juncar Oy fabrique des remorques pour voitures de marques Muuli, Juncar et JC-Trailer et des remorques de transport de bateaux[2].